# Turquie aux Jeux olympiques d'été de 1948
La Turquie participe aux Jeux olympiques d’été pour la sixième fois de son histoire olympique. Représentée par un contingent de cinquante-huit athlètes (dont une femme), le pays améliore de manière conséquente son bilan des Jeux olympiques d’été de 1936 (2 médailles), remportant douze médailles dont six en or et se classant en 7e position au rang des nations. Le fait exceptionnel est que sur les douze médailles conquises, onze le sont dans un seul sport : la Lutte. Discipline dominée outrageusement par les athlètes turques qui s’adjugent six titres olympiques en libre et gréco-romaine.

## Tous les médaillés turques
| Médaille           | Nom            | Sport      | Épreuve                                  |
| ------------------ | -------------- | ---------- | ---------------------------------------- |
| Médaille d'or      | Mehmet Oktav   | Lutte      | Gréco-romaine, Poids plume, 57 - 62 kg   |
| Médaille d'or      | Ahmet Kireççi  | Lutte      | Gréco-romaine, Poids lourds, + 87 kg     |
| Médaille d'or      | Nasuh Akar     | Lutte      | Lutte libre, Poids coq, 52 - 57 kg       |
| Médaille d'or      | Gazanfer Bilge | Lutte      | Lutte libre, Poids plume, 57 - 62 kg     |
| Médaille d'or      | Celal Atik     | Lutte      | Lutte libre, Poids légers, 62 - 67 kg    |
| Médaille d'or      | Yaşar Doğu     | Lutte      | Lutte libre, Poids mi-moyens, 67 - 73 kg |
| Médaille d'argent  | Kenan Olcay    | Lutte      | Gréco-romaine, Poids mouche, - 52 kg     |
| Médaille d'argent  | Muhlis Tayfur  | Lutte      | Gréco-romaine, Poids moyens, 73 - 79 kg  |
| Médaille d'argent  | Halit Balamir  | Lutte      | Lutte libre, Poids mouche, - 52 kg       |
| Médaille d'argent  | Adil Candemir  | Lutte      | Lutte libre, Poids moyens, 73 - 79 kg    |
| Médaille de bronze | Halil Kaya     | Lutte      | gréco-romaine, Poids coq, 52 - 57 kg     |
| Médaille de bronze | Ruhi Sarıalp   | Athlétisme | Triple saut                              |

## Sources
- (fr) Tous les podiums officiels sur le site du Comité international olympique
- (en) Bilan complet de la Turquie sur le site olympedia.org